# Abadia de la Gran Selva
L'Abadia de la Gran Selva (en Occità: Grand Selva, francès: Abbaye de Notre-Dame de Grandselve) era un monestir del Cister situat a Bolhac (Tarn i Garona), a prop de Tolosa de Llenguadoc. Fou una de les abadies cistercenques més importants del sud de França.

## Història

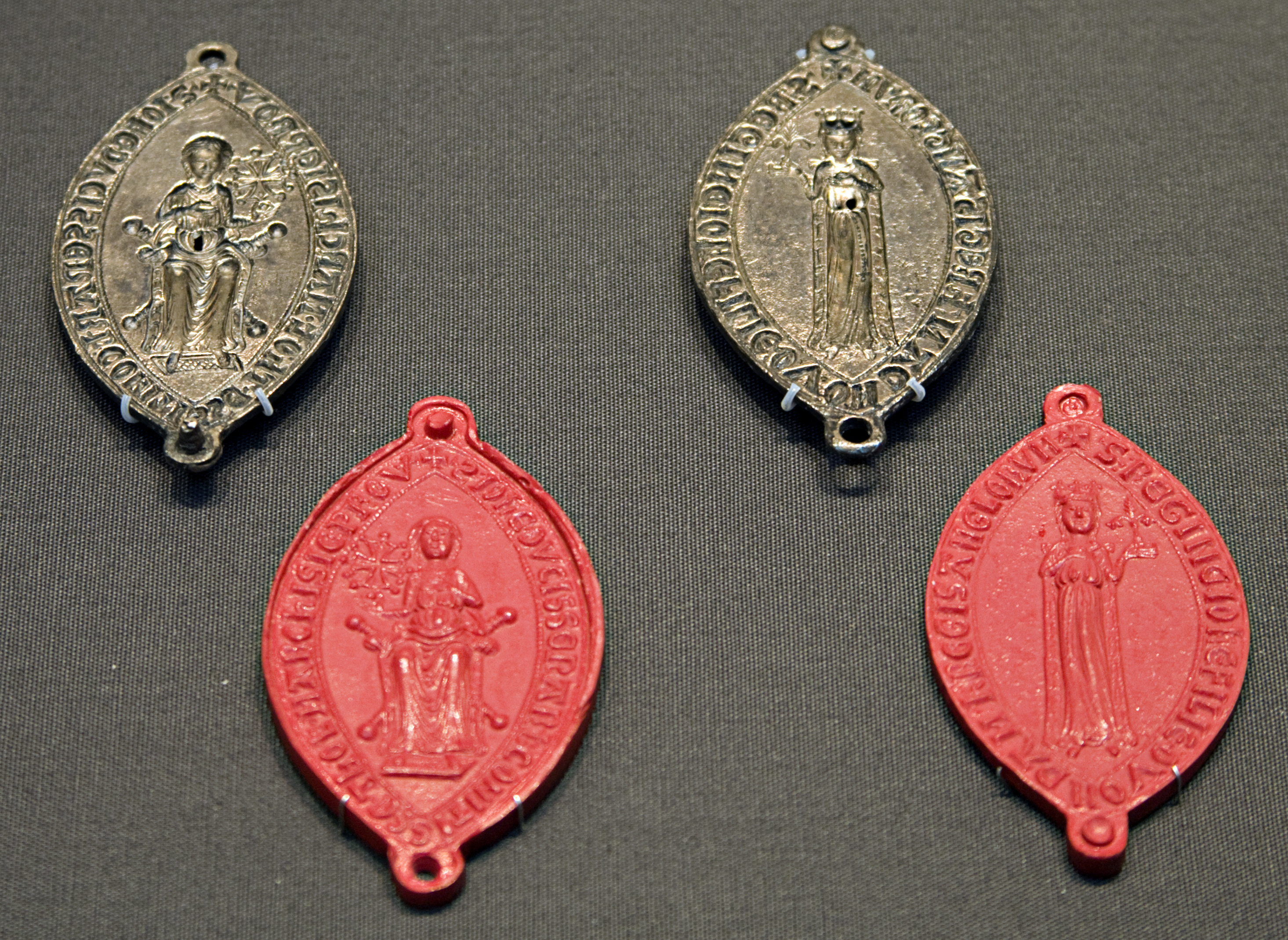
Segell doble de plata de Joana Plantagenet de 1196–99, ara al Museu Britànic.

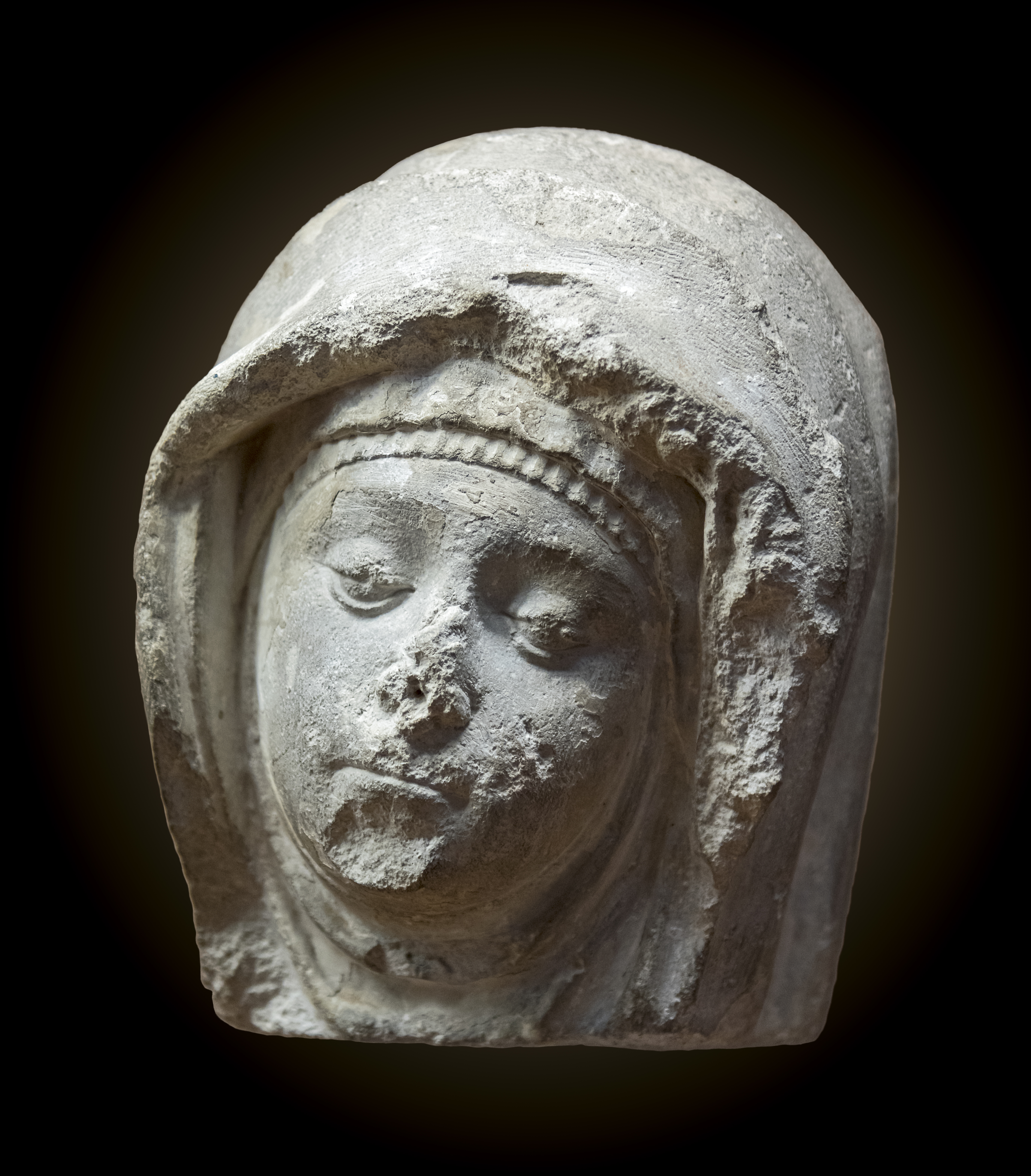
Cap de dona, de la Gran Selva, al Museu dels Agustins de Tolosa.

La Gran Selva va ser fundada el 1114 com a ermita sota la regla benedictina per Gerard de Salas, qui la va col·locar sota la supervisió de l'Abadia de Cadonh. El 1117 el bisbe de Tolosa, Amelius Raymond du Puy, la va reconèixer com a monestir i va autoritzar els monjos a construir una església, els va donar terres, i els va requerir per seguir la regla del Císter. Amb el temps, els monjos es van anar separant de Cadonh, i el 1135 el Bisbe Amelius, a petició del Papa Innocenci II, els va recordar l'obediència requerida. El 1145 la Gran Selva va esdevenir filial de l'abadia de Claravall.
A partir d'aleshores el progrés va ser molt important, especialment per la implicació de nobles i burgesos que hi feren donacions de terres on els monjos hi establiren granges. Es conreà la terra, es bastiren molins als rius i es plantaren vinyes. L'abadia prosperà i arribà a ser una de les més riques i influents del sud de França. Al segle xiv arribà a posseir 20.000 ha de terra, repartides en 25 granges, tenia dos cellers a Bordeus, el port fluvial de Verdun, des d'on les seves mercaderies, com el vi i la sal, baixaven per la Garona lliures de taxes i habitatges a Paris i a Tolosa on hi tenien també un hospital. Aquest hospital va esdevenir hostatgeria per a monjos i finalment el 1280 el col·legi universitari de San Bernat, de la Universitat de Tolosa, on els monestirs tenien obligació d'enviar-hi monjos a estudiar teologia.
Moltes de les granges de la Gran Selva es convertiren en bastides i alguns pobles en deuen la seva fundació, com ara Bèumont de Lomanha (Beaumont) (1279) i Granada (Grenade)(1290).
La Gran Selva també establí cases filles com ara Calers (1147), Candelh (Candeil) (1152), Fontfreda (1146) i Santes Creus (1152) i Cartagena (1150).
Tingué el favor de papes i nobles, com ara el rei Pere (1198), el vescomte de Besiers (1203), el comte de Comenge (1208), el comte Ramon VI de Tolosa (1218), el rei Felip l'Ardit (1275) o el rei d'Anglaterra (1302). Guillem VI de Montpeller es feu monjo de la Gran Selva, segurament per intervenció directa de Bernat de Claravall. Ell i el seu fill Guillem VII, hi foren enterrats. Un fill de Guillem VII, Raimon de Montpeller també en fou monjo. Es creu que el bisbe de Tolosa Folquet de Marselha va ser enterrat a la Gran Selva el 1231, on els seus fills, Ildefons i Pere, hi eren monjos, però ha estat desmentit que hi fos monjo ell mateix.
Durant la Guerra dels Cent Anys es mantingué fidel a França i patí les represàlies dels anglesos i moltes destrosses de les campanyes militars de manera que Joan II de França els dispensà d'impostos temporalment.
Des de finals del segle quinze, els abats comendataris van espoliar els recursos de l'abadia mentre en negligien el manteniment i les reparacions. El 1790 només hi quedaven setze monjos.
L'abadia fou suprimida durant la Revolució Francesa. Va ser adquirida el 1791 per propietaris privats que es van vendre els edificis per a material de construcció. L'abadia va quedar completament arrasada i només se'n va conservar la porteria.
El 1998 es crea una associació: Els amics de l'Abadia de la Gran Selva (Les Amis de l'Abbaye de Grandselve) per fer conèixer el lloc i inventariar-ne les restes.
Una sèrie de campanyes arqueològiques posaren al descobert valuosos paviments i permeteren situar els perímetres dels edificis. Actualment estan marcats amb una tanca de bardissa. Les dimensions de l'abadia eren impressionants, comparables a les de Sant Serní de Tolosa i igual que ella estava coronada per un campanar octogonal.
El tresor de l'abadia, format per arquetes i reliquiaris es conserva a la veïna parròquia de Bolhac.
Gran part dels arxius es conserven a la Biblioteca Nacional de França.